# تینو کارارو
تینو کارارو (ایتالیایی: Tino Carraro؛ ‏ ۱ دسامبر ۱۹۱۰ – ۱۳ ژانویهٔ ۱۹۹۵) بازیگر تئاتر و سینما اهل ایتالیا بود.
از فیلم‌هایی که وی در آن نقش داشته‌است، می‌توان به گربه نه‌دم، جسدهای سرشناس و عشاق و دیگر وابستگان اشاره کرد.